# Ghirmay Ghebreslassie

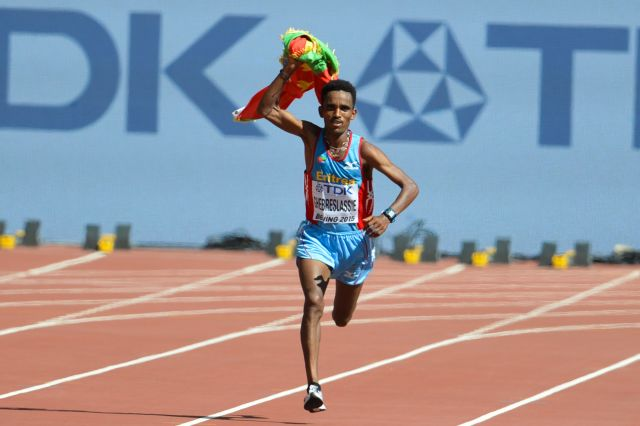
WK 2015 in Peking

Ghirmay Ghebreslassie (Kisadeka, 14 november 1995) is een Eritrees langeafstandsloper, die gespecialiseerd is in de marathon. Hij werd wereldkampioen in deze discipline. In 2016 won hij de marathon van New York. Ook nam hij eenmaal deel aan de Olympische Spelen, maar bleef bij die gelegenheid net buiten het podium.

## Biografie

### Jeugd
Het talent van Ghebreslassie werd voor het eerst ontdekt door een gymnastiekleraar, die hem met vrienden zag hardlopen. Deze moedigde de jongen aan om het hardlopen als sport te gaan beoefenen. In eerste instantie was Ghebreslassie bang dat dit zijn academische studie zou beïnvloeden, maar hij werd door de leraar overgehaald om in de voetsporen te treden van Zersenay Tadese en beide onder de knie te krijgen. Zijn vader was er aanvankelijk op tegen dat hij ging hardlopen, maar toen zijn zoon successen begon te boeken, verdwenen die zorgen.

### Eerste internationale successen
Zijn internationale doorbraak beleefde Ghebreslassie in 2013 met zijn deelname aan de wereldkampioenschappen veldlopen in het Poolse Bydgoszcz. Met een tijd van 21.50 behaalde hij een zevende plaats bij de junioren. Nog geen week later won hij de Paderborner Osterlauf (21,1 km) in een parcoursrecord van 1:00.07.
In mei 2014 won hij de halve marathon van Göteborg in 1:00.36. Bij het WK halve marathon in Kopenhagen moest hij genoegen nemen met een zevende plaats. Met het team eindigde hij wel als eerste. Later dat jaar nam hij deel als tempomaker aan de Chicago Marathon. Hij liep door tot de finish en eindigde hier als zesde met een tijd van 2:09.08.

### Wereldkampioen
In april 2015 werd Ghebreslassie tweede op de marathon van Hamburg. Met een tijd een persoonlijk record van 2:07.47 eindigde hij een halve minuut achter Lucas Kimeli uit Kenia, die de wedstrijd won in 2:07.17. Op de wereldkampioenschappen van 2015 in Peking won hij op negentienjarige leeftijd een gouden medaille op de marathon. Met een tijd van 2:12.18 bleef hij de Ethiopiër Yemane Tsegay (zilver; 2:13.08) en de Oegandees Munyo Solomon Mutai (brons; 2:13.30) voor. Hij was de jongste wereldkampioen ooit op de marathon. Bovendien bezorgde hij Eritrea de eerste gouden medaille in de WK-historie. Deze wedstrijd werd gelopen in goed weer en een temperatuur van 27 graden Celsius.

### OS 2016: net geen podium
Op de Olympische Spelen van 2016 in Rio de Janeiro was de finishtijd van Ghebreslassie 2:11.04 goed voor een vierde plaats op de olympische marathon.
In zijn derde marathonoptreden in 2016 won hij de prestigieuze New York City Marathon in 2:07.51 en veroverde hiermee $100.000 aan prijzengeld. Hij is daarmee de jongste winnaar van de New York City Marathon en de eerste Eritreeër die een Major Marathon heeft gewonnen.

## Persoonlijke records
Baan
| Afstand  | Tijd     | Datum       | Plaats  |
| -------- | -------- | ----------- | ------- |
| 10.000 m | 28.33,37 | 27 mei 2012 | Hengelo |

Weg
| Afstand        | Tijd    | Datum           | Plaats     |
| -------------- | ------- | --------------- | ---------- |
| 10 km          | 28.21   | 18 mei 2014     | Göteborg   |
| 15 km          | 42.43   | 18 mei 2014     | Göteborg   |
| 20 km          | 57.07   | 29 maart 2014   | Kopenhagen |
| halve marathon | 1:00.09 | 30 maart 2013   | Paderborn  |
| 25 km          | 1:13.42 | 12 oktober 2014 | Chicago    |
| 30 km          | 1:28.13 | 24 april 2016   | Londen     |
| marathon       | 2:07.11 | 11 april 2021   | Siena      |

## Palmares

### 3000 m
- 2012:  Memorial Leon Buyle in Oordegem - 7.54,45

### 10 km
- 2012: 5e Hemmeromloop - 29.23
- 2014:  Giro Podistico Internazionale di Castelbuono - 30.31,1

### 15 km
- 2015: 7e Zevenheuvelenloop - 44.19

### 10 Eng. mijl
- 2012: 8e Tilburg Ten miles - 46.29
- 2016:  Grand Prix von Bern - 47.00,9
- 2017:  Grand Prix von Bern - 49.25,8

### halve marathon
- 2013:  Paderborner Osterlauf - 1:00.09
- 2013:  halve marathon van Göteborg - 1:03.41
- 2013: 4e halve marathon van Philadelphia - 1:02.27
- 2014:  halve marathon van Keren - 1:00.01
- 2014:  halve marathon van Coamo - 1:03.53
- 2014: 7e WK in Kopenhagen - 1:00.10 (1e plaats team)
- 2014:  halve marathon van Göteborg - 1:00.36
- 2015:  halve marathon van Massawa - 1:01.39
- 2017:  halve marathon van Egmond - 1:02.43

### marathon
- 2014: 6e Chicago Marathon - 2:09.08
- 2015:  marathon van Hamburg - 2:07.47
- 2015:  WK - 2:12.28
- 2016: 4e marathon van Londen - 2:07.46
- 2016: 4e OS - 2:11.04
- 2016:  New York City Marathon - 2:07.51
- 2017: 6e marathon van Londen - 2:09.57
- 2021: 10e Tuscany Camp marathon in Siena - 2:07.11
- 2022:  marathon van Sevilla - 2:05.34

### veldlopen
- 2012: 9e Afrikaanse jeugdkamp. in Cape Town - 24.06 (3e plaats team)
- 2013: 7e WK in Bydgoszcz (U20) 21.50

1983 Robert de Castella ·
1987 Douglas Wakiihuri ·
1991 Hiromi Taniguchi ·
1993 Mark Plaatjes ·
1995 Martín Fiz ·
1997 Abel Anton ·
1999 Abel Anton ·
2001 Gezahegne Abera ·
2003 Jaouad Gharib ·
2005 Jaouad Gharib ·
2007 Luke Kibet ·
2009 Abel Kirui ·
2011 Abel Kirui ·
2013 Stephen Kiprotich ·
2015 Ghirmay Ghebreslassie ·
2017 Geoffrey Kirui ·
2019 Lelisa Desisa ·
2022 Tamirat Tola ·
2023 Victor Kiplangat